# Montorio (Sorano)
Montorio is een plaats (frazione) in de Italiaanse gemeente Sorano.

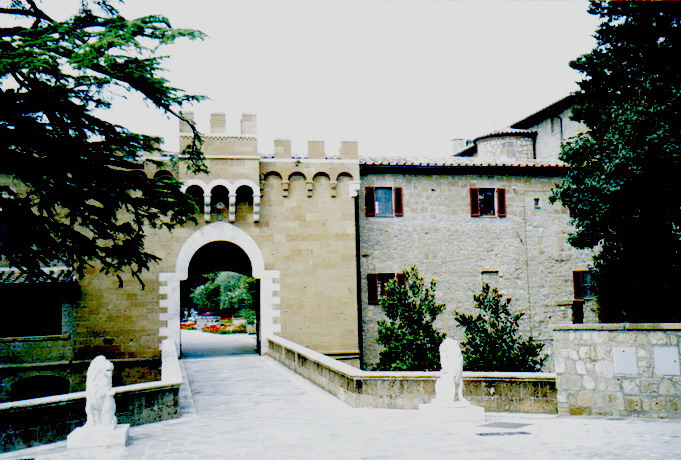
Kasteel van Montorio
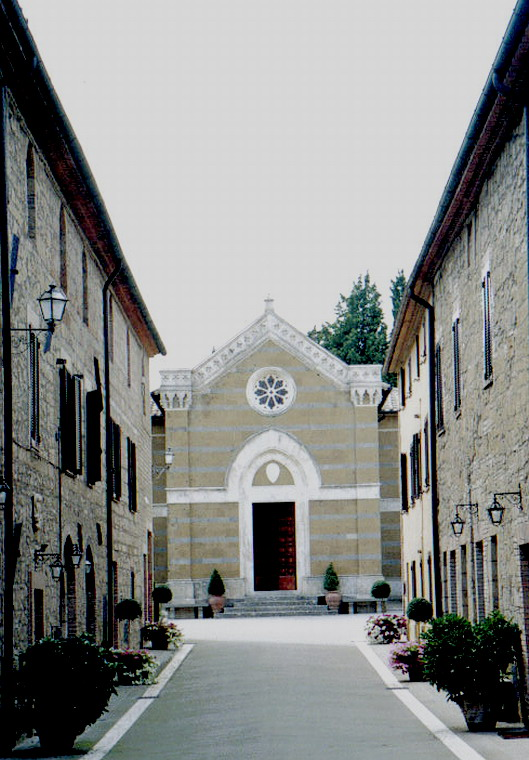
Kapel van Santa Maria